# Имаков, Тагир Гильманович
Тагир Гильманович Имаков (баш. Таһир Ғилман улы Имаҡов, 1895—1937) — государственный и общественный деятель, участник Башкирского национального движения.

## Биография
Родился 26 октября 1895 года в деревне Канчура Оренбургской губернии.
Окончил медресе «Хусаиния».
В 1914—1915 гг. работал в Оренбурге и Джизаке.
Участвовал в Первой мировой войне и Гражданской войне. Являлся делегатом всебашкирских курултаев (съездов).
С декабря 1917 года является членом Башкирского правительства — Башкирского центрального шуро.
В январе—феврале 1918 года — руководитель башкирской делегации на Всероссийском военном съезде мусульман.
С марта 1918 года — член Временного революционного совета Башкурдистана, а с апреля назначен заведующим отдела по башкирским делам Центрального мусульманского комиссариата.
В июле 1918 года совместно с Г. Иркабаевым участвовал в организации Бурзян-Тангауровского добровольческого отряда.
С октября 1918 года командовал 1-м эскадроном 2-го Башкирского кавалерийского полка имени Г. С. Идельбаева Башкирской Армии.
В феврале 1919 года участвовал на I Всебашкирском военном съезде.
С 26 февраля 1919 года являлся комиссаром внутренних дел и по делам национальностей Башревкома. В мае направлен в должности политпредставителя Башревкома в Ревтрибунал 1-й Армии РККА.
В августе совместно А.-З. Валидовым участвовал в организации перехода Башкирской отдельной кавалерийской бригады на сторону Красной Армии.
С января 1920 года является председателем Башкирской ЧК. Стал одним из участников Январского конфликта 1920 года, между Башревкомом и Башобкомом РКП(б).
С марта 1920 года — исполняющий обязанности председателя Башревкома.
В июне 1920 года, считая неприемлемым постановление ВЦИК и СНК РСФСР «О государственном устройстве Автономной Советской Башкирской республики» от 19 мая 1920 года вместе с остальными членами ревкома, ушёл в отставку.
В декабре 1920 года вошёл в состав уполномоченных Башкирского центрального исполнительного комитета.
Далее работает в комиссариате юстиции АБСР, а с 1935 года — в Оренбургском отделении Госбанка СССР.
В 1937 году был репрессирован и расстрелян. Реабилитирован в 1960 году.